# Born to Die
Це стаття про музичний альбом. Про однойменний сингл див. статтю Born to Die.
Born to Die (англ. Народжені, щоб померти) — другий студійний альбом американської співачки та авторки пісень Лани Дель Рей, реліз якого відбувся 27 січня 2012 року на лейблах Interscope, Polydor та Stranger Records. Над платівкою співпрацювали такі продюсери, як Еміль Хейні, Патрік Бергер, Кріс Брід, Рік Новелс, Robopopruen, Ел Шукс, Джефф Бхаскер і Джастін Паркер. На думку музичних критиків, Born to Die є поп-альбомом, що, однак, поєднує в собі різні альтернативні жанри, такі як інді-поп, бароко-поп, трип-хоп, рок та постмодернізм. Серед виконавців, що мали ефект на створення платівки, Дель Рей називала Елвіса Преслі, Брітні Спірс і Antony and the Johnsons; музичні критики також відзначали вплив творчості російського письменника Володимира Набокова.
Переважна кількість пісень альбому виконані в стилістиці, притаманній американській естраді 1950-1960-х років. Основні теми Born to Die — кохання, секс, наркотики. Платівка отримала змішані відгуки від музичних критиків: багато рецензентів високо оцінили її оригінальне звучання, але розкритикували за одноманітність і мелодраматичність. На сайті-агрегаторі рецензій Metacritic альбом отримав 62 бали зі 100 на основі 37 врахованих рецензій. Він мав значний комерційний успіх та очолив провідні музичні чарти в одинадцяти країнах, зокрема у Великій Британії, Франції, Австралії, Німеччині, Австрії та Швейцарії. Продажі фізичних копій в Сполучених Штатах склали понад три мільйони екземплярів, за що Born to Die був триразово сертифікований платиновим. Станом на 2015 рік було продано близько 8,5 мільйонів екземплярів альбому в світі. Він був включений до списків найкращих платівок 2012 року таких видань, як Drowned in Sound, The Guardian та NME, а журнал Billboard назвав його одним із «20 найкращих альбомів 2010-х років».
Трек «Video Games», що приніс Лані Дель Рей популярність за рік до виходу альбому, став першим синглом з платівки. Крім того, для просування Born to Die вийшли ще п'ять синглів («Born to Die», «Blue Jeans», «Summertime Sadness», «National Anthem», «Dark Paradise») і два промосингли («Off to the Races» та «Carmen»). У листопаді 2012 року Дель Рей випустила перевидання платівки під назвою The Paradise Edition, що крім треків з Born to Die включило в себе дев'ять нових пісень з мініальбому Paradise.

## Передісторія
У 2007 році Дель Рей підписала контракт із американським незалежним лейблом 5 Point Records та почала готувати матеріал для дебютного альбому. Вона отримала чек на кілька тисяч доларів і купила невеликий трейлер, почавши мешкати в парку неподалік Мангеттена. Попри деякі творчі розбіжності із продюсером Девідом Кейном, Лана продовжувала записувати пісні та виступати у нью-йоркських клубах. Реліз мініальбому Kill Kill, що складається з трьох композицій, відбувся у жовтні 2008 року, і за словами керівника 5 Point Records Девіда Ніхтерна, був «спробою підняти галас» перед виходом повноформатного першого альбому Lana Del Ray. Хоча він було виданий лише в цифровому форматі в iTunes, лейбл замовив кілька десятків фізичних копій для продажу на концертах. У цей час співачка остаточно вибрала псевдонім, замінивши «Ray» на «Rey». Незабаром Дель Рей змінила менеджмент та розірвала контракт із 5 Point Records, після чого Lana Del Ray був видалений через два місяці після релізу. Пізніше, у 2011 році, Дель Рей завантажила на YouTube саморобні музичні відео на свої пісні «Video Games» і «Blue Jeans», здобувши репутацію нової «неоднозначної постаті» шоу-бізнесу. Кліп на «Video Games» став справжньою сенсацією в Інтернеті, після чого співачка підписала контракт зі Stranger Records й випустила цей трек. «Ми навіть не планували робити композицію синглом, але реакція людей нас переконала», — згадувала виконавиця. Видання Pitchfork визнало «Video Games» «найкращою новою піснею»; до кінця року кількість переглядів музичного відео досягла 20 мільйонів. У жовтні було укладено договір на випуск наступного альбому Лани у першій половині 2012 року лейблами Interscope та Polydor. Почалася активна промокампанія; 14 вересня 2011 року в Брукліні, США, розпочався перший тур Лани — Born to Die Tour, під час якого вона виконала кілька нових треків, зокрема «Born to Die» та «Without You». В інтерв'ю для The Telegraph Дель Рей казала:
|  | Роками я пропонувала свою музику лейблам, але вони мені відмовляли. Всі вони думали, що мій образ та пісні є проявом психозу. Та дуже раптово їх думка змінилася. Я здивувалася, коли всі почали прирівнювати мою музику до „попси“, але саме завдяки цьому її й почали грати по радіо. |

У розмові з MusicWeek керівник Polydor Ферді Ангер-Гамілтон підкреслив, що вони б не ризикнули підписати контракт з Ланою, якби вона «не мала в запасі близько 60 прекрасних треків», яких «вистачило б на три альбоми», а також заявив, що без «Video Games» співачка не отримала б належного успіху, а її кар'єра б не відбулася.

## Запис
Під час запису Born to Die Дель Рей не мала визначеного місця проживання та «жила на валізах» між Лондоном, Лос-Анджелесом та Нью-Йорком. З Джастіном Паркером співачка познайомилась у британській столиці; разом вони записали трек «Video Games», на створення якого, за словами Лани, «пішло від сили хвилин десять». У той самий час Дель Рей хотіла знайти продюсера, якому було б під силу «пов'язати її тексти та стиль в музиці воєдино», і зрештою її вибір впав на Еміля Хейні, відомого по роботі з Емінемом, Lil Wayne та Каньє Вестом. За її словами, Хейні «розумів її, коли вона говорила, що хоче почути щось на кшлалт міксу саундтрека до фільму „Краса по-американськи“ Томаса Ньюмана, пісень Спрінгстіна та атмосфери літньої печалі». За рік до початку запису Лана познайомилася з Ріком Новелсом, співавтором та продюсером альбому Ray of Light Мадонни. Їх перша спільна композиція — це «TV in Black & White», що так і не отримала офіційний реліз та залишилася «на полиці». Крім того, разом вони записали такі пісні, як «Dark Paradise» та «Summertime Sadness», зокрема останню сам Новелс назвав «головним досягненням усієї своєї кар'єри».
Як зазначала сама Дель Рей, тексти всіх треків альбому були написані особисто нею, окрім кількох рядків з «Diet Mountain Dew» і «Lolita». В інтерв'ю для газети The Sun, співачка підкреслила, що воліє писати пісні на ходу, а не на певному місці, пояснюючи це таким чином: «Коли тіло перебуває в русі, свідомість немов слідує за ним, […] і ніщо не заважає процесу». Вона також додала, що хоча й як мінімум третина платівки була написана в Каліфорнії, проте прогулянки Мангеттеном і роздуми про минуле також зіграли свою роль у підготовці матеріалу. Вона згадувала: «Іноді Паркер приходив до студії з готовими мелодіями чи акордовими послідовностями. Якщо вони мені подобалися, я просто починала імпровізувати та римувати рядки». Струнні аранжування були створені Ларрі Голдом, який у різний час співпрацював з Ріанною, Мераєю Кері і Джастіном Тімберлейком, і записані за участю Філадельфійського оркестру. Серед студій, на яких створювався альбом Born to Die, були Human Feel Studios у Лос-Анджелесі, The Green Building у Санта-Моніці та Shangri La Studios у Брукліні. Мастеринг альбому під керівництвом Джона Девіса проходив у студії Metropolis Studioruen у Лондоні.

## Назва та обкладинка
Під час інтерв'ю французькому телешоу Taratata Дель Рей розповіла, що альбом буде називатися Born to Die, проте під час його розробки вона розглядала кілька інших назв, зокрема: G.B.A (God Bless America), The Best of Lana Del Rey, The Revenge of Lana Del Rey, The World is Ours, Do U Luv Me Yet? та Born 2 Die. 2 грудня 2011 року Лана поширила в Twitter та Facebook обкладинку платівки, зроблену фотографами Ніколь Нодланд та Девідом Боуденом під час знімання кліпу на пісню «Blue Jeans» у Вотфорді, передмісті Лондона. На ній Дель Рей зображена у білій строгій напівпрозорій сорочці стоячи на тлі дерев'яного паркану, поряд з яким знаходиться зелений Chevrolet 1956 року. Зверху розташовується логотип співачки (напис «Lana Del Rey» білими великими літерами), а внизу — назва альбому в синьому кольорі таким же шрифтом. На обкладинці ексклюзивного/подарункового видання, до якого ввійшли три додаткові пісні (deluxe edition), фраза «Born to Die» виконана у червоному кольорі. Журнал Complex помістив обкладинку Born to Die на восьму сходинку у рейтингу «50 найкращих обкладинок музичних попальбомів за останні п'ять років» (англ. «The 50 Best Pop Album Covers of the Past Five Years»).

## Музичний стиль
За оцінками критиків, альбом Born to Die поєднує різні альтернативні жанри, зокрема інді-поп, бароко-поп, трип-хоп та рок. Серед виконавців, що вплинули на створення платівки, Лана Дель Рей називала Елвіса Преслі, Брітні Спірс і гурт Antony and the Johnsons. Музичні критики додавали також у цей список Маріанну Фейтфулл, стиль якої особливо відчутний в пісні «Carmen». На думку журналіста Йона Караманіки з The New York Times, альбом «міцно вкорінений в епосі середини 1960-х, з реверансами у бік Ненсі Сінатри та Дасті Спрінгфілд». Деякі музичні критики також відзначали особливість Born to Die — сучасні хіп-хоп біти та струнні у поєднанні зі старомодним вокалом, про який, зокрема, Лана говорила так: «Люди не сприймали мене серйозно, тому я знизила голос, думаючи, що це допоможе мені виділитися. Зараз я співаю досить низько».
Треки «Video Games» і «Born to Die» описувалися як «запаморочливі кабаре балади» й були відмічені за кінематографічність та художню близькість із творчістю Джона Баррі; Тім Лі з musicOMH також зазначив, що ці пісні надзвичайно схожі. Сама співачка описала «Video Games» як «голлівудський седкор», тоді як «Born to Die» порівнювався із саундтреками до фільмів про Джеймса Бонда. За оцінкою журналіста Джона Мерфі, пісні «Video Games» і «Blue Jeans» належать до «найсумніших пісень про кохання, коли-небудь написаних». Водночас композицію «Off to the Races» розкритикували — її текст назвали «фрік-шоу недоречної співзалежності у стосунках». Прія Ілан із журналу NME зазначила, що в цій пісні «немає фортепіанної розміреності з „Video Games“», і що в ній переважають «порівняно прості відтінки звучання». Крім того, за стилем приспів нагадав журналістам сингл Шерил Кроу 1994 року «Leaving Las Vegas». В альбомі також була застосована техніка альтернативного репу, особливо це відчутно в треках «Off to the Races», «National Anthem» та «Diet Mountain Dew». За словами Ніколь Сії з видання Idolator, балада «Million Dollar Man» нагадує пісню Фіони Еппл «Shadowboxer», тоді як мінімалістський біт третього треку, «Blue Jeans», створеного під впливом хіп-хопу, нагадав критикам стиль американського репера Timbaland.
Основні теми Born to Die — секс та наркотики; образ Лани Дель Рей зближується з Лолітою з однойменного роману Володимира Набокова. Ще до виходу альбому в інтерв'ю MTV виконавиця заявила, що він буде «похмурою історією кохання», яка зберегла можливість надії. Пізніше вона зазначала, що тематика альбому частково ґрунтувалися на її житті, особливо на стосунках, які не склалися. Платівка поєднує мотиви розпачу, туги та емоційної свободи. На думку Кемерона Адамса з австралійської газети Herald Sun, Дель Рей вдалося позбулася впливу інших артистів й створити власну «музичну зону комфорту», що включає «кінематографічну атмосферу гетто, тексти про наркотики, чоловіків, смерть, Голлівуд».

## Композиції

### Частина перша (1–6)

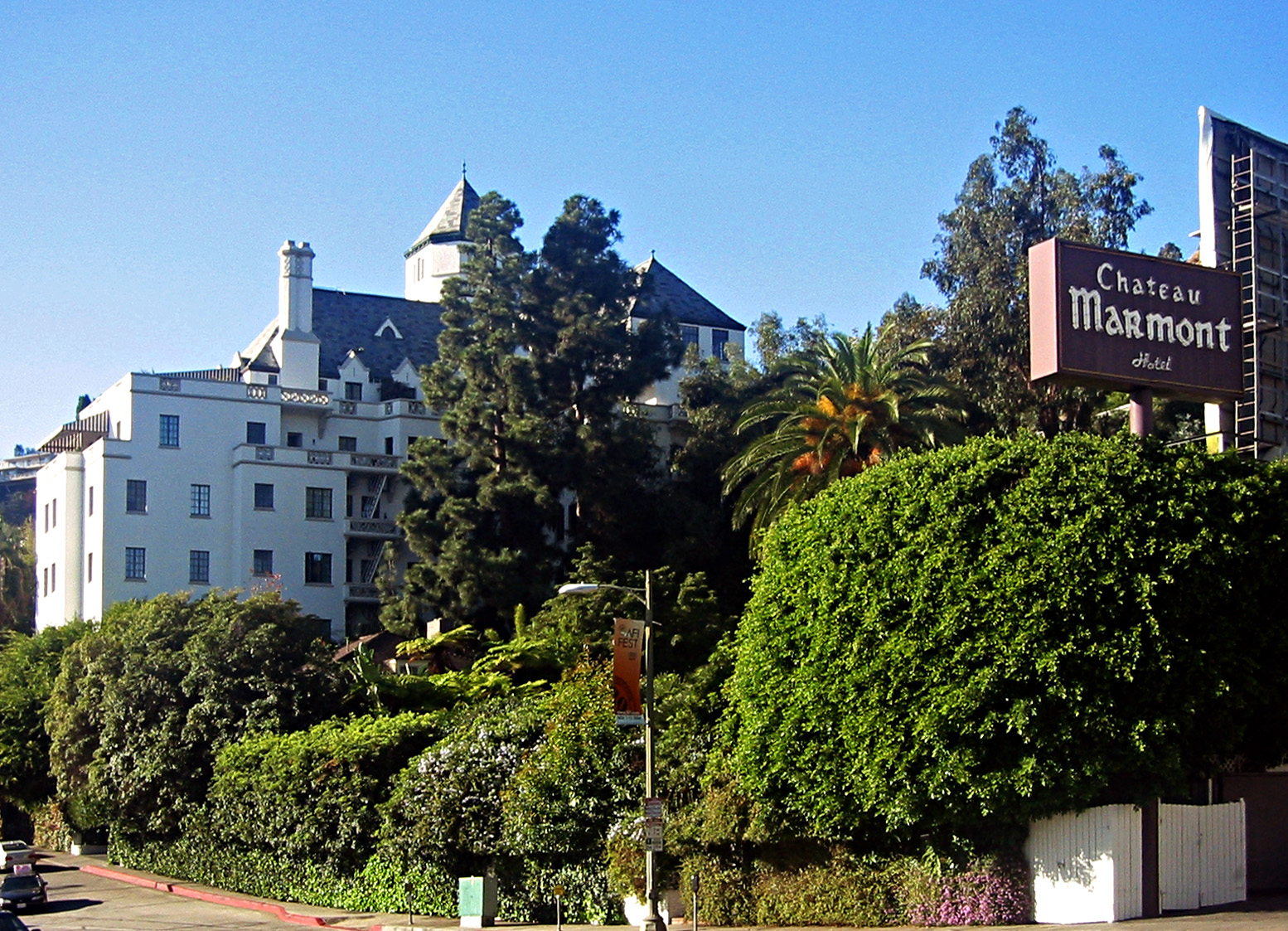
Chateau Marmont — улюблений готель Дель Рей, який вона згадала в пісні «Off to the Races».

Альбом Born to Die розпочинається з однойменної композиції, яка є «апокаліптичною» баладою із явним впливом хіп-хопу. Вона не раз була відзначена ЗМІ за свою кінематографічність, тоді як її інструментал часто порівнювався критиками з стилем «Video Games», пісні Дель Рей, яка принесла їй всесвітню славу. В композиції присутній семпл живого виконання «Long Red» Леслі Веста 1972 року. Лірично трек розповідає про нестабільні та насильницькі стосунки, в яких знаходиться лірична героїня; сама назва неначе натякає, що вона ніколи не була впевнена в їх довготривалості. Рядки «Продовжуй смішити мене / Давай зловимо кайф» розповідають про спільну алкогольну залежність героїв. В наступній пісні, «Off to the Races», яку в журналі Slant Magazine порівняли з музикою у фільмах нуар, Лана Дель Рей використала альтернативну реп-техніку та хіп-хоп ритм. В композиції наявні слова «Світло мого життя, вогонь моїх чересел», що є посиланням на роман «Лоліта» Володимира Набокова, одного з найулюбленіших письменників співачки, а також назва улюбленого готелю виконавиці в Лос-Анджелесі — Chateau Marmount, в честь якого вона зробила татуювання. В одному з інтерв'ю Дель Рей розповіла про власні проблеми з алкоголем, що були в її підлітковому віці, а також заявила, що саме тема її залежності одна з провідних в альбомі Born to Die: «Коктейлі з Бакарді переслідують мене по всьому місту» — лірична героїня старається жити нормальним життям, проте її думки завжди повертаються до алкогольних напоїв. Журналістка Медісон Рейнголд схарактеризувала трек так: «„Off to the Races“ — це рожева фантазія з червоними губами про розбиту дівчину та літнього чоловіка, який більше дбає більше про свої потреби, ніж про картате минуле. У цій пісні нічого не повинно бути надихаючим, проте ретельно продумана естетика звучить красиво». Сама Лана описала пісню як таку, в якій зображені «щасливі, але хаотичні стосунки між невибагливою дикою жінкою та розуміючим чоловіком».
Пісня «Blue Jeans» розповідає про початок короткої перерви в стосунках, під час якої герої розмірковують про спільне життя та кохання в цілому. Оповідачка обіцяє колишньому коханому любити його вічно й чекати його повернення скільки заманеться: «Я любитиму тебе до кінця часів / Я могла б чекати і мільйон років». В композиції також згадано про різний світогляд, а також походження пари, проте лірична героїня не хоче помічати ці розбіжності («Ти був таким собі любителем панк-року, я ж виросла на хіп-хопі / Але ти підходиш мені навіть краще, ніж мій улюблений светр»), продовжуючи порівнювати свого хлопця з Джеймсом Діном, секс-символом XX століття. Видання Sputnikmusic написало, що пісня нагадує музику з фільмів Квентіна Тарантіно, і назвало її однією з найкращих пісень альбому. Четвертий трек з Born to Die, поп-балада в стилі бароко «Video Games», вийшов ще 2011 року разом з музичним відео, що власноруч зробила сама Лана Дель Рей. Після релізу співачка отримала не лише популярність в Інтернеті, а й позитивні відгуки критиків. Обговорюючи композицію в інтерв'ю веб-сайту Socialstereotype, Дель Рей заявила: «В цілому приспів про те, як людина зустрічається з кимось, тоді як приспів про бажання, щоб усе це було з кимось іншим; з тим, про кого вона довго думала». В рядках пісні Лана зображає сцени домашнього спокою та спілкування з друзями в стилі XXI століття, що «наповнені пивом, дартсом, більярдом і, звичайно ж, відеоіграми». У приспіві виконавиця все ж зізнається в глибині своїх почуттів: «Я кажу тобі весь час / Небеса – це місце на землі з тобою». Журналу Complex Дель Рей пояснила: «Коли ти такий інтроверт, як я, і ти деякий час був самотнім, а потім знаходиш когось, хто тебе розуміє, ти стаєш до нього справді прив'язаним й не можеш покинути». Пісні «Blue Jeans» та «Video Games» були схарактеризовані виданням The Guardian як ті, в яких «привабливий звук та оркестрова частина поєднується з гітарою в стилі серіалу „Твін Пікс“ та барабанами». Композиція «Diet Mountain Dew» описує боротьбу з токсичними стосунками та з стандартами суспільства. Подібно до газованого напою Mountain Dew, який згаданий в назві пісні, ці взаємини такі ж солодкі, але «ні те, ні інше не приносить користі». Проте, навіть усвідомлюючи проблематичність свого хлопця, героїня цілком усім задоволена: «Може, мені подобаються ці американські гірки / Може, вони підіймають мене вгору». Перша версія треку була записана ще в 2009 році й була викладена на SoundCloud в 2010. На думку Drowned In Sound, у цій композиції лірична героїня Дель Рей просто говорить своїм коханцям те, що вони хочуть почути. «National Anthem» — шоста пісня з альбому, написана в жанрі альтернативного хіп-хопу та Трип-хопу. Дель Рей знову зачіпає тему романтики, розповідаючи про таємні стосунки між оповідачкою та її заможним партнером. Крім цього, критики вважають, що «National Anthem» — це гімн багатих і привілейованих людей, в якому йдеться про гламурне життя, надзвичайне багатство та владу. Пісня закінчується повторенням фрази «Гроші — це гімн успіху», яка натякає на те, що, на думку ліричної героїні, гроші — це єдине, що справді має значення. Водночас музичне відео, в якому Лана висловлює вдячність американській культурі 1960-их, зображає стосунки Джона та Жаклін Кеннеді, що закінчуються смертю чоловіка.

### Частина друга (7–12)
Пісня «Dark Paradise» отримала неоднозначні відгуки від критиків, зокрема через її «надто мелодраматичне виконання та повторюваність». Її лірика розповідає про смерть близької людини та бажання опинитися разом з нею: «Всі мої друзі кажуть мені, що я повинна рухатися далі / Я ж лежу в океані, співаю твою пісню». Композиція містить чоловічий бек-вокал з живого виконання пісні «Mary Jane» Ріка Джеймса, який також можна почути в чотирьох інших треках з альбому: «Lolita», «Blue Jeans», «Without You» і «National Anthem». Її темп становить 120 ударів на хвилину, що робить її однією з найшвидших пісень в альбомі. Billboard прокоментував музичний стиль «Dark Paradise»: «Лана Дель Рей знову заявляє про свою вічну любов до свого коханця», додавши, що мелодія пісні «схожа на спогади в піснях Мадонни, що вийшли у 80-х». У композиції «Radio» Дель Рей згадує своє підліткове життя й алкогольну залежність, порівнюючи це з тим, що відбувається зараз. Текст пісні описує шлях співачки до успіху та внутрішнього спокою, що завершився тим, що зараз вона «грає на радіо» завдяки своїй працьовитості та її тодішньому хлопцю, який повернувся до неї: «Тепер моє життя солодке, як кориця / Як чортова мрія, в якій я живу». Журналісти особливо відзначали інструментальний акомпанемент пісні — струнні та барабани, а також заявляли, що ця композиція нагадує 1940-ві та є «найсолодшою» в Born to Die.

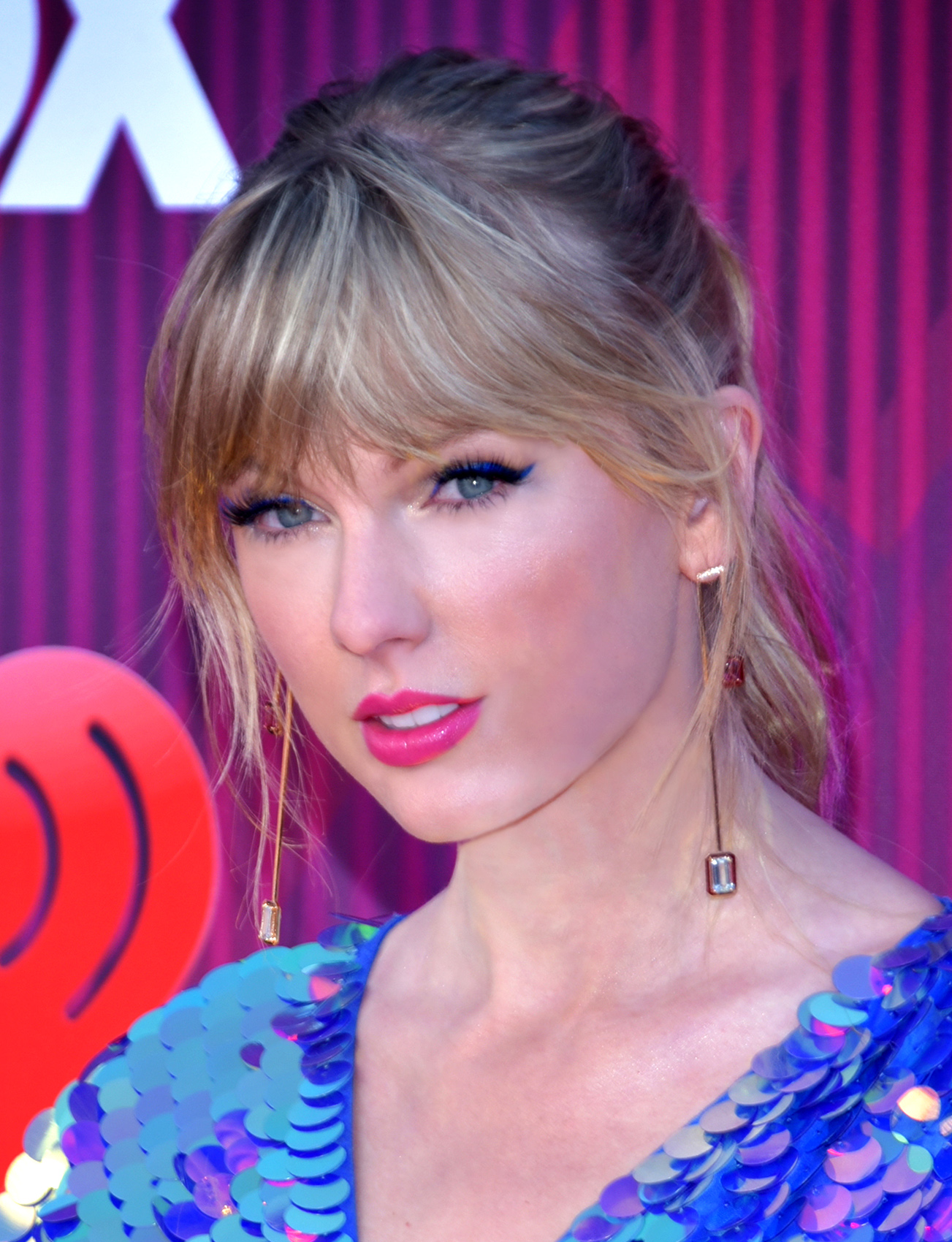
Рядки «One for the money, two for the show» з дитячого віршика у своїй творчості також використала Тейлор Свіфт.

Наступний трек, «Carmen», написаний від третьої особи, що є досить рідкісним явищем для Дель Рей. Пісня розповідає історію приреченої жінки, яка змушена продавати своє тіло на вулицях Коні-Айленда. Виданню The Sun Лана додала: «Про цю пісню я не можу сказати занадто багато, тому що вона дуже близька моєму серцю. […] Дія відбувається частково в Коні-Айленді, місці, яке було важливим для мене протягом усієї моєї кар'єри». Ближче до кінця в композиції присутні кілька рядків французькою мовою, у яких лірична героїня зізнається у вічних почуттях своєму коханому: «Я потрібна тобі, потрібна в твоєму житті / Ти не можеш жити без мене / І я помру без тебе, вб'ю за тебе». На думку редакторів Hot Press, естетика цієї пісні є «найбільш темною стороною альбому». Десятий трек з Born to Die, «Million Dollar Man», був названий «кінематографічною» баладою з впливом джазу. Сал Чінквемані із журналу Slant вказав на схожість композиції з творчістю Фіони Еппл. В той же час інший критик, Джей Ден з Delusions of Adequacy, описав пісню як ту, у якій «димчастий, виразний вокал поєднаний з нотками фортепіано та гучними струнними». Сенс пісні Дель Рей пояснила в інтерв'ю: «Це пісня про чоловіка, який думав, що я одна з найекзотичніших речей, які він коли-небудь бачив, і що я точно віддамся його вдячності та любові. Зовні він був красивим і здоровим, але в таємниці керував нелегальним бізнесом, який в кінцевому підсумку захопив його та його друзів. Звідси й приспів: „Ти схожий на чоловіка на мільйон доларів / То чому ж моє серце розбите?“». Крім того, в композиції присутні рядки «Один заради грошей / Другий заради розваги» з традиційного дитячого віршика, які в своїх піснях використовували також Елвіс Преслі та Тейлор Свіфт.
Трек «Summertime Sadness» — балада в стилі трип-хоп. Лана Дель Рей присвятила його своїй близькій подрузі, яка закінчила життя самогубством, стрибнувши з моста; також пісня розповідає історію кохання, яке змушує нічого не боятися («Любий, я у вогні, я відчуваю це скрізь / Мене більше нічого не лякає»), й яке порівнюється з швидкоплинним літом. Тоді як сам альбом був описаний Billboard «романтичним почуттям приреченості», композиція «This Is What Makes Us Girls» є «відчайдушною надією, благанням до жінок любити себе». Лірично трек зображає підліткові роки Лани, зокрема рядок «викрадання поліцейських машин зі старшими хлопцями», про що вона розповіла в інтерв'ю у 2014 році, — це реальна історія з життя Дель Рей, коли її неназвана подруга сіла в поліцейську машину з відкритими дверима, але не змогла втекти, тому що не вміла керувати автомобілем. За словами Роббі Доу з видання Idolator, пісня «This Is What Make Us Girls» розповідає історію дівчини, яка «пропускає школу, ховається від поліції і п'є вишневий шнапс».

### Бонусні треки
До ексклюзивного/подарункового видання альбому (deluxe edition) ввійшло три нових композиції. Перша з них, «Without You», є драматичною поп-баладою, в якій використаний такий же чоловічий бек-вокал, як, наприклад, в «National Anthem». В цій пісні Дель Рей знову торкається популярності, що раптово на неї звалилася: «Все, що я хочу, у мене є / Гроші, популярність і рів’єри / Я навіть думаю, що знайшла Бога в спалахах гарних фотоапаратів». Структурно трек відповідає типовій куплетно-приспівній структурі з повторенням фінального приспіву. Наступна пісня, «Lolita», отримала погані відгуки від критиків; зокрема Billboard назвав її «невдалим експериментом» та «творчим глухим кутом». Водночас демо-версія композиції, на яку Лана Дель Рей власноруч створила музичне відео у 2010 році, була порівняна із «саундтреком шпигунського фільму 1950-их». Як і в «Off to the Races», текст треку «Lolita» посилається на однойменний роман Набокова: «Гей, Лоліта, гей / Я знаю, чого хочуть хлопці, я не збираюся грати в ігри». «Lucky Ones» — заключна композиція з альбому, в якій присутні рядки «Давай покинемо це місто, милий, ми ж у вогні / Здається, що все навколо рухається», на створення яких на Дель Рей вплинув Брюс Спрінгістін (насамперед його треки «I'm On Fire» і «I'm Goin' Down»).

## Промокомпанія та комерційне сприйняття

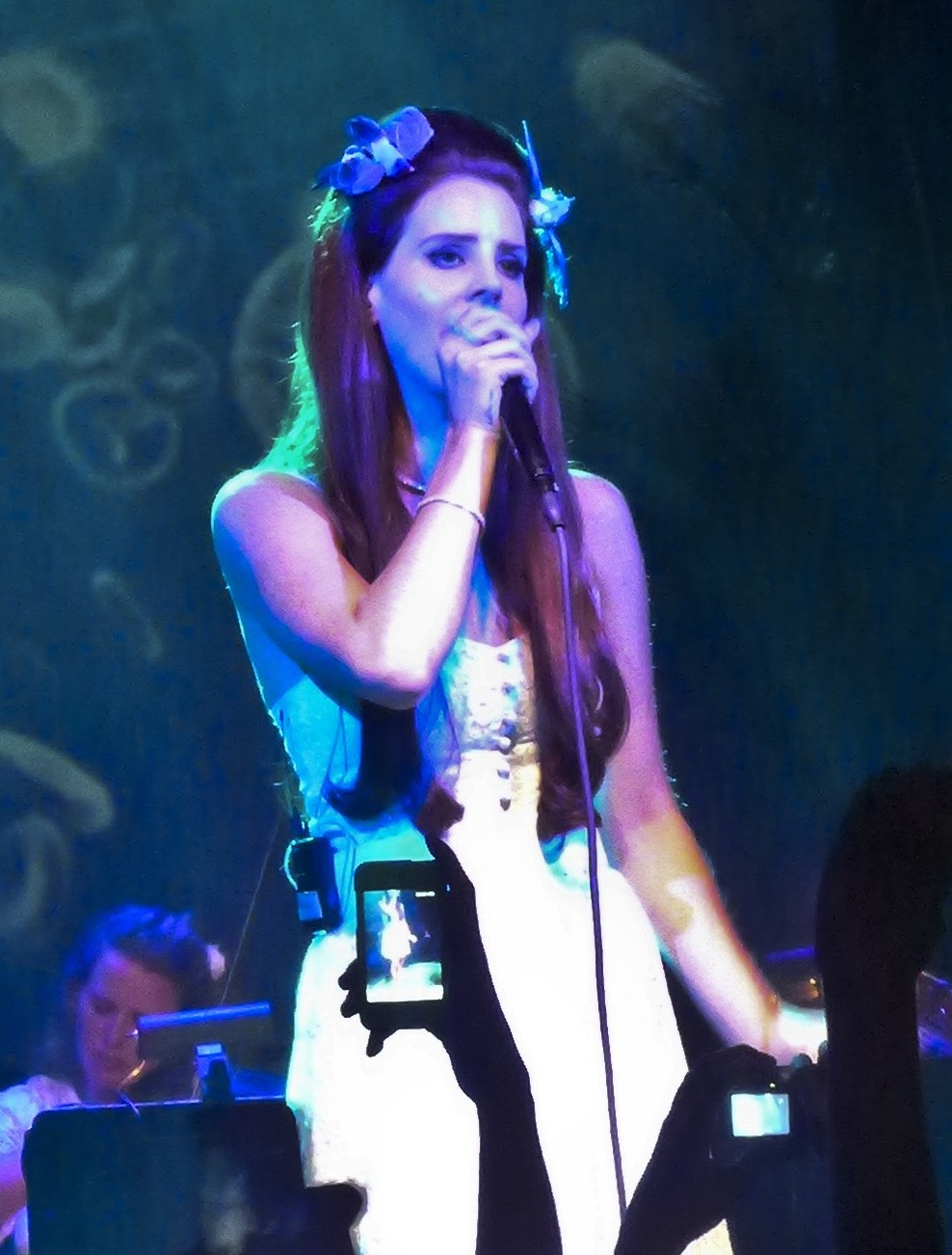
Дель Рей під час концерту в Irving Plaza, Мангеттен.

27 листопада 2011 року Лана Дель Рей відвідала французьку телепередачу Taratata, де й повідомила про те, що другий студійний альбом матиме назву Born to Die. Список композицій альбому був оголошений співачкою 9 січня 2012 року, а сам альбом вийшов 27 січня у всьому світі та 31 січня 2012 року в США. Платівка стала першою в дискографії Лани Дель Рей, що вийшла за контрактом із лейблами Interscope та Polydor. У кількох країнах альбом вийшов на лейблі Universal. Для просування альбому Дель Рей з'явилася в кількох шоу, включаючи MTV Push та Bowery Ballroom, де вона виступила наживо. Крім того, вона виконала «Video Games» в голландській телевізійній програмі «De Wereld Draait Door», у британському музичному телевізійному шоу «Later with Jools Holland» і на шоу в готелі Chateau Marmontruen в Лос-Анджелесі, штат Каліфорнія. Лана також дала кілька інтерв'ю для газет та онлайн-журналів, таких як The Quietus, The Guardian i Pitchfork, одночасно займаючись створенням кліпів для пісень «Blue Jeans» і «Off to the Races». 14 січня 2012 року вона з'явилася на шоу Saturday Night Live, яке транслюється на американському каналі NBC й представила свої нові треки «Blue Jeans» і «Video Games». Цей виступ був розкритикований серед широкої публіки та ЗМІ, у тому числі впливовим американським телеведучим та головним редактором нічних новин NBC Nightly News Брайаном Вільямсом, який назвав його найпровальнішим в історії передачі.
Альбом був тепло прийнятий публікою і мав комерційний успіх (перші місця у чартах одинадцяти країн та багатомільйонний тираж). У Великій Британії вже першого дня після релізу було продано 50 000 його примірників; в UK Albums Chart він дебютував з першої позиції з тиражем у 116 745 екземплярів. З сумарними цифровими продажами в 50 007 екземплярів альбом став п'ятим в історії з більш ніж 50 000 завантаженнями за тиждень. На листопад 2013 року у Великій Британії було продано понад 836 000 примірників Born to Die. У Франції платівка дебютувала на першому місці хіт-параду French Albums Chart з тиражем 48791, включаючи 16968 цифрових екземплярів. Альбом залишався на вершині чарту і другого тижня з тиражем 23 888 примірників. До червня 2014 року тираж становив понад 500 000 примірників. У Новій Зеландії він дебютував на другому місці, залишаючись у чарті 40 тижнів. Після випуску перевидання Born to Die The Paradise Edition альбом розташувався на шостій позиції. У США тираж у дебютний тиждень склав 77 000 екземплярів; Born to Die посів друге місце в Billboard 200, поступившись вершиною чарту альбому 21 співачки Адель. У червні 2014 року тираж платівки перевищив 1 100 000 примірників у США та був сертифікований RIAA як платиновий. В Італії за перші два тижні було продано 6271 екземплярів альбому, станом на червень 2012 року — 24 372 екземплярів. За даними Міжнародної федерації фонографічної індустрії (IFPI), Born to Die став п'ятим у списку найпродаваніших альбомів 2012 року з тиражем понад 3 400 000 мільйонів екземплярів. За даними на травень 2015 року, у світі було продано понад 8 500 000 мільйонів екземплярів платівки.

### Сингли
Композиція «Video Games» вийшла як перший сингл з альбому 10 жовтня 2011 року. У вересні пісня здобула ширшу популярність, потрапивши до телесеріалу «Двійник», який демонструвався на американському каналі The CW Television Network. Трек отримав переважно позитивні відгуки від музичних критиків, які хвалили вокал Дель Рей, а також досяг світового успіху, розташувавшись на першій позиції в чарті Німеччини і увійшовши до першої десятки пісень в Австрії, Бельгії, Франції, Нідерландах, Ірландії, Швейцарії та Великобританії. Кліп на пісню був змонтований самою Ланою Дель Рей. У ньому присутні кадри поїздок скейтбордистів, уривки з мультфільмів і старих фільмів, а також відео папараці, де акторка Пас де ла Уерта падає у стані алкогольного сп'яніння. Реліз другого синглу, «Born to Die», відбувся 30 грудня 2011 року. Музичне відео було зняте Йоанном Лемуаном (також відомим як Woodkid), в якому Дель Рей зображена у нестабільних стосунках зі своїм хлопцем, якого грає модель Бредлі Суало. На підтримку синглу Дель Рей випустила мініальбом, що містить ремікси на трек. Пісня була використана як саундтрек у трейлері німецького фільму 2012 року під назвою «Вимірювання світу» (нім. «Die Vermessung der Welt»).

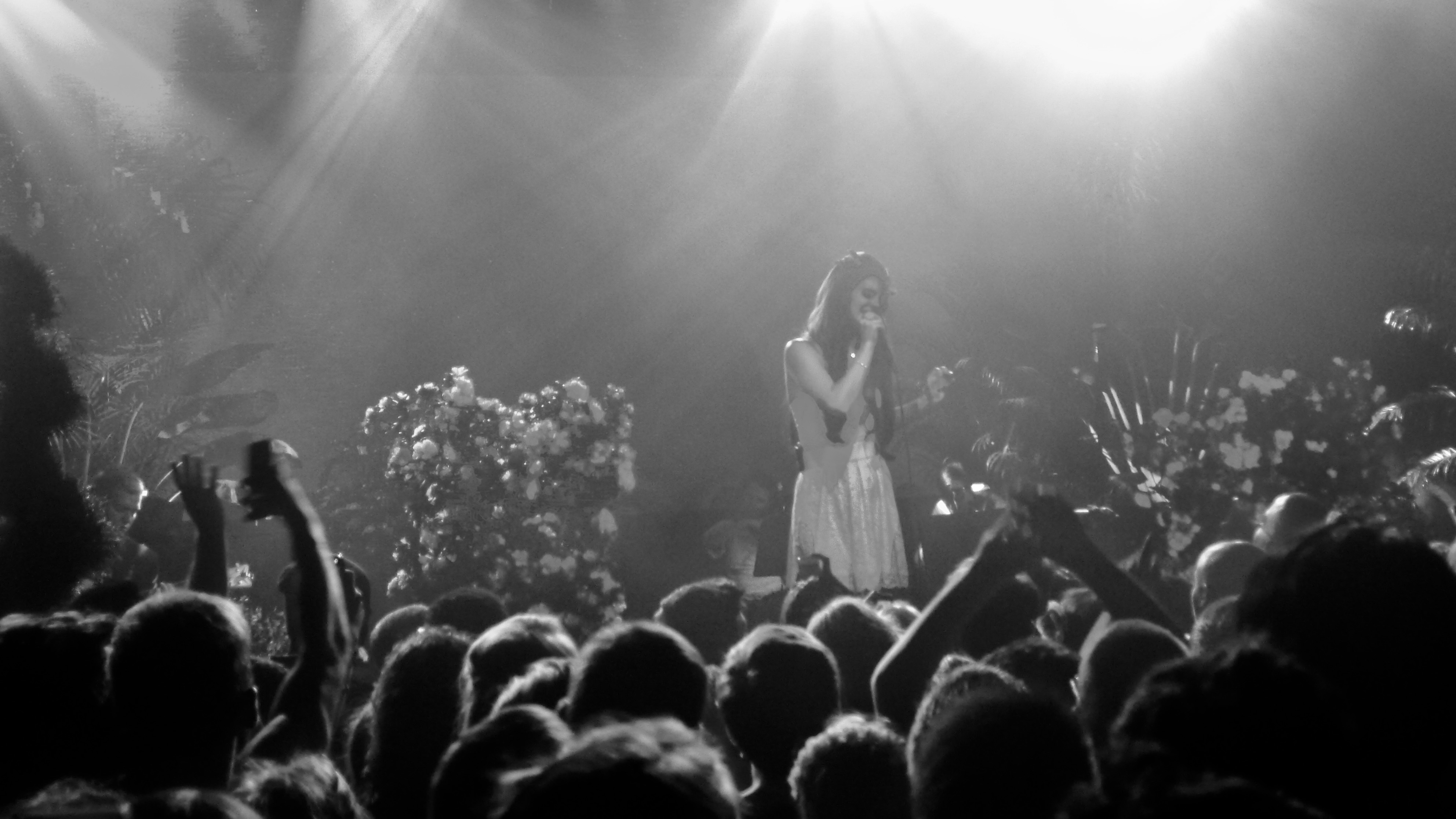
Виступ в рамках туру Born to Die Tour.

6 квітня 2012 року вийшов третій сингл з альбому під назвою «Blue Jeans». Перед цим, 11 вересня 2011 року Лана Дель Рей завантажила оригінальний кліп на цю пісню на свій особистий YouTube-канал. Трек отримав схвалення музичних критиків та увійшов до першої десятки пісень у чартах Бельгії, Польщі та Ізраїлю. Пісня була використана у телесеріалі «Двійник». Четвертий сингл, «Summertime Sadness», вийшов для Німеччини, Австрії, Швейцарії 22 червня 2012 року. Офіційний відеокліп на пісню з'явився 20 липня на YouTube. Відео було зрежисовано Кайлом Ньюманом та Спенсером Сассером. Для просування пісні Дель Рей випустила збірку реміксів пісні в iTunes Store. У квітні 2013 року нідерландська метал-група Within Temptation записала кавер-версію «Summertime Sadness» для свого альбому The Q-Music Sessions, який вийшов лише у Бельгії та Нідерландах. У грудні цього ж року свою кавер-версію виконала Майлі Сайрус. Пісня «National Anthem» вийшла 6 липня 2012 року як п'ятий сингл з альбому. Музичне відео було зрежисоване Ентоні Мендлером, який також зняв короткометражний фільм Лани «Tropico». Кліп оснований на історії вбивства американського президента Джона Кеннеді; в ньому знявся американський репер ASAP Rocky. Станом на січень 2015 року, Billboard назвав кліп як одне з 20 найкращих музичних відео 2010-х років. Реліз шостого синглу з альбому «Dark Paradise» відбувся 1 березня 2013 року ексклюзивно для Німеччини, Австрії та Швейцарії. 15 жовтня 2013 року пісня була використана для серіалу «Первородні» в епізоді «Tangled Up In Blue».

### Турне
14 вересня 2011 року в Брукліні, США, розпочався перший тур Лани — Born to Die Tour, що тривав рік. Перша його частина спочатку була запланована на серпень та вересень 2011 року з лише чотирма запланованими концертами на дуже маленьких майданчиках у Берліні, Лондоні, Нью-Йорку та Лос-Анджелесі. Проте білети були розпродані настільки швидко, що Дель Рей відклала концерти, перенесла їх у більші зали, а також додала багато нових дат. Під час концертів було виконано не лише пісні з альбому Born to Die, а й невипущений офіційно трек «You Can Be the Boss» та кавер на пісню гурту Nirvana «Heart-Shaped Box».

## Відгуки критиків
Born to Die отримав змішані відгуки від критиків. Одні хвалили його за емоційну насиченість; інші відзначали шаблонність та одноманітність мелодраматичної структури пісень, а також неможливість прослухати альбом із півтора десятка композицій «на одному диханні». На сайті-агрегаторі рецензій Metacritic альбом отримав 62 бали зі 100 на основі 37 врахованих рецензій, що вказує на загалом позитивні відгуки.
Хайме Гілл із BBC Music відзначив недосконалість альбому та розкритикував пісню «Dark Paradise», проте водночас назвав його найбільш самобутнім дебютом після платівки Glasvegas британського рок-гурту Glasvegas, що вийшов в 2008 році. Антон Феліц з журналу Apelzin у своїй рецензії написав, що це «ковток свіжого повітря для світової музичної індустрії, що застоялася». Оглядач з щоденної британської газети The Telegraph Ніл Маккормік описав Born to Die як «якісну, емоційну збірку красивих пісень, що запам'ятовуються, про гарний час і погане кохання, про екзистенційний страх, пам'ять, втрату і помсту», тоді як журналіст Еймі Сціаретто з інтернет-видання PopCrush схарактеризував альбом як «пристрасну, велику оду сексу і смерті», додавши також, що «різні музичні прийоми надають йому динаміки і дозволяють зберігати інтерес до кінця». Алексіс Петрідіс з The Guardian оцінив реліз на чотири зірки з п'яти, написавши, що Born to Die — це «красиво виконана попмузика, яка більш ніж просто хороша». Британський журнал NME заніс альбом до свого списку 50 найкращих альбомів десятиліття, назвавши його «введенням у потьмяніле, але все ще гламурне золоте століття Голлівуду у фантазіях Лани Дель Рей». Редактори журналу Hot Press опублікували потрековий огляд, назвавши найкращою на альбомі фразу «Ти підходиш мені навіть краще, ніж мій улюблений светр» з пісні «Blue Jeans», а найгіршою — «Світло мого життя, вогонь моїх чересел» з «Off to the Races»". На їхню думку, найбільш приваблива композиція з Born to Die, «Video Games», здатна «дати відсіч навіть ненависникам Дель Рей, адже у ній є голос, настрій, композиція, зміст — все в чудовому вигляді».
Роб Шефілд з журналу Rolling Stone заявив, що «збоченість» текстів пісень представляє сильну сторону Born to Die, проте Лана «не була готова до створення подібного альбому, її голос звучить змучено та вперто». Шеффілд оцінив альбом у дві зірки з п'яти і дійшов висновку, що «враховуючи стильний образ співачки, дивно, що альбом при цьому вийшов нудним, тужливим і недостатньо хітовим». Критик сайту All Music Джон Буш у своїй оцінці дав платівці дві з половиною зірки з п'яти можливих, заявивши: «Прірва відокремлює трек „Video Games“ від іншого музичного матеріалу на альбомі, який присвячений тим самим темам — пристрасті, чуттєвості, наркотикам, але позбавлений ліричної витонченості пісні, її емоційної сили та подачі… Інтригуючий початок, але Дель Рей доведеться серйозно вчитися, якщо вона хоче, щоб її подальша кар'єра виправдала ранні очікування». Деякі композиції отримала негативні відгуки критиків, зокрема «Off to the Races» була названа «фрік-шоу недоречної співзалежності у стосунках», а «Lolita» — «невдалим експериментом». Оглядач Сел Сінкемані з журналу Slant дав альбому 4 з 5 зірок, зазначивши, що в результаті переробки для альбому деякі треки («National Anthem» і «This is What Makes Us Girls») стали гірше підходити для виконання на радіо. Сінкемані також заявив, що «за іронією долі, єдиним недоліком Born to Die є сила його бездоганного звучання, можливо, навіть трохи надмірна протягом усіх дванадцяти треків (п'ятнадцяти у подарунковому виданні)».

### Нагороди й номінації
| Рік  | Організація               | Категорія                           | Результат | Посилання               |
| ---- | ------------------------- | ----------------------------------- | --------- | ----------------------- |
| 2012 | Danish Gaffa Award        | International Album of the Year     | Перемога  | [ 158 ]                 |
| 2012 | Norway Gaffa Award        | International Album of the Year     | Перемога  | [ 158 ]                 |
| 2013 | Swiss Music Awards        | Best Album Pop / Rock International | Номінація | [ 159 ] [ 160 ] [ 161 ] |
| 2013 | Xbox Entertainment Awards | Best Album                          | Перемога  |                         |
| 2014 | Billboard Music Awards    | Top Rock Album                      | Номінація | [ 162 ]                 |

## Вплив та полеміка

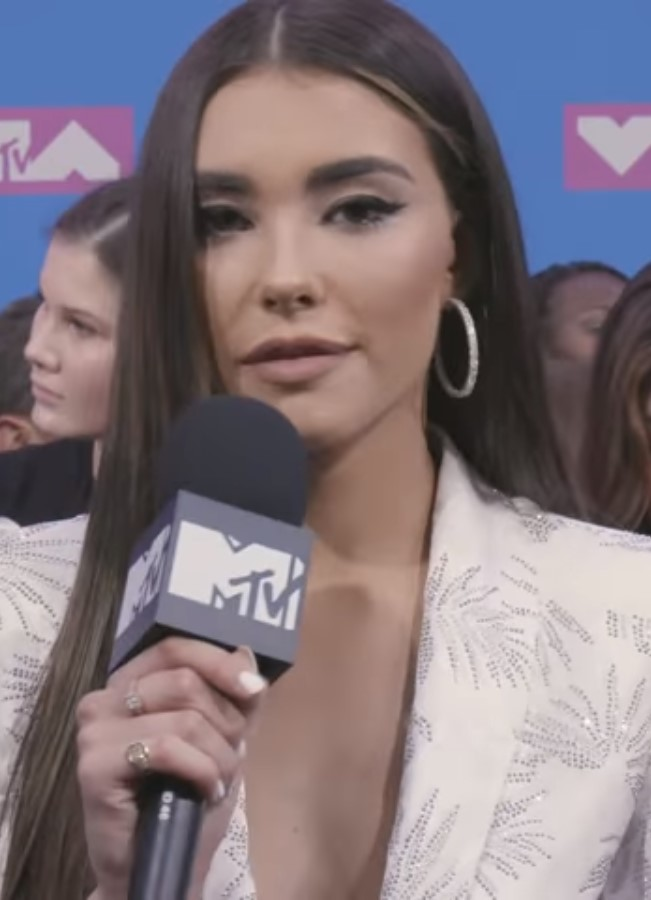
Альбом Born to Die вплинув на творчість багатьох виконавців, зокрема на Біллі Айліш, Маріну Діамандіс, Медісон Бір (на фото).

Після дебюту з хітом «Video Games» Лана викликала обговорення у засобах масової інформації; багато таблоїдів ставили під сумнів оригінальність як музичної композиції альбому, так і образу Дель Рей, стверджуючи, що успіху було досягнуто лише завдяки зовнішності співачки. Наприклад, Кевін Лінкольн з порталу Business Insider припустив, що персонаж Лани Дель Рей був створений її лейблом, а пісня «Video Games» вийшла як реклама. Саша Фрер Джонс із The New Yorker виступила на захист співачки, наголосивши на «неадекватності вагань щодо її самобутності». Також Фрер засудила теорії недоброзичливців Дель Рей, які вказують на різні змови, маючи на увазі і роль її батька Роберта Гранта, успішного інтернет-підприємця, у просуванні платівки, і поширення чуток про менеджерів-маніпуляторів навколо співачки, і ствердження про те, що всі треки були створені професійними авторами. Критикиня зробила висновок, що «нікого зі співаків-чоловіків не будуть так уважно вивчати». Подібним чином Ен Лі з газети Metro написала: «Я знаю, це весело критикувати Лану, але факт залишається фактом — у неї чудовий голос». Сел Сінкемані зі Slant, спантеличений кількістю звинувачень у плагіаті на хвилі успіху співачки у 2011 році, також висловився прихильно. Відзначаючи, що Дель Рей не демонструвала «схильності до наркотиків або випивки для підтримки образу поганої „хорошої“ дівчинки», Сінкемані ставив питання: «…з якого моменту „справжність“ стала критерієм у попмузиці?».
Водночас, на думку Grammy Awards, альбом Born To Die мав великий ефект на становлення музики 2010-их років: «Важко уявити щось таке, що викликало б такий ж глибокий резонанс, на кшталт інтимно вразливої платівки Melodrama Lorde чи 30 Адель, якщо спочатку не було б Born To Die». Деякі критики також часто відзначають вплив Лани та її перших альбомів на творчість Тейлор Свіфт, зокрема на її роботи 2020-го року Folklore та Evermore. Крім того, приймаючи нагороду від Billboard «Жінка десятиліття» у 2019 році, Свіфт назвала Дель Рей «найвпливовішою виконавицею поп-музики», додавши, що її вокал, тексти та естетика «змінили музичний світ». У виданні Official Charts писали, що «чорна лірика Born To Die та притаманні Лані барокові камерні поп-перкусії» стали звичною річчю, якою надихнулися такі виконавиці, як Біллі Айліш, Halsey та SZA, тоді як «кокетливий вокал Дель Рей, схожий на шепіт, за останнє десятиліття чи близько того перейняли майже усі, від Селени Гомес до Олівії Родріґо». Grammy Awards також писали, що після релізу музичного відео на композицію «Born to Die», Лана стала «дзеркалом естетики соціальної мережі Tumblr», ввівши у моду спадаючі сукні, жакети з оборками, квіткові корони тощо. І хоча пізніше критики визнали виступ Лани Дель Рей у програмі Saturday Night Live найгіршим в історії, багато журналів, включаючи Billboard, NME та Complex, назвали Born to Die одним із найкращих альбомів десятиліття.

## Список композицій
| #     | Назва                         | Автор                          | {{{extra_column}}}    | Тривалість |
| ----- | ----------------------------- | ------------------------------ | --------------------- | ---------- |
| 1.    | «Born to Die»                 | Лана Дель Рей, Джастін Паркер  | Emile Haynie          | 4:46       |
| 2.    | «Off to the Races»            | Дель Рей, Тім Ларкомбе         | Patrik Berger, Haynie | 5:00       |
| 3.    | «Blue Jeans»                  | Дель Рей, Хейні, Ден Хіт       | Haynie                | 3:30       |
| 4.    | «Video Games»                 | Дель Рей, Паркер               | Robopop               | 4:42       |
| 5.    | «Diet Mountain Dew»           | Дель Рей, Майк Дейлі           | Haynie, Jeff Bhasker* | 3:43       |
| 6.    | «National Anthem»             | Дель Рей, Паркер, Девід Неддон | Haynie, Bhasker^      | 3:51       |
| 7.    | «Dark Paradise»               | Дель Рей, Рік Ноуелс           | Haynie, Nowels*       | 4:03       |
| 8.    | «Radio»                       | Дель Рей, Паркер               | Haynie, Parker^       | 3:34       |
| 9.    | «Carmen»                      |                                | Haynie, Bhasker^      | 4:08       |
| 10.   | «Million Dollar Man»          | Дель Рей, Кріс Брайд           | Haynie, Braide        | 3:51       |
| 11.   | «Summertime Sadness»          | Дель Рей, Ноуелс               | Haynie, Nowels*       | 4:25       |
| 12.   | «This Is What Makes Us Girls» | Дель Рей, Ларкомбе, Джим Ірвін | Al Shux, Haynie       | 3:58       |
| 49:28 |                               |                                |                       |            |

| Спеціальне видання з бонус-треками | Спеціальне видання з бонус-треками | Спеціальне видання з бонус-треками  | Спеціальне видання з бонус-треками | Спеціальне видання з бонус-треками |
| #                                  | Назва                              | Автор                               | {{{extra_column}}}                 | Тривалість                         |
| ---------------------------------- | ---------------------------------- | ----------------------------------- | ---------------------------------- | ---------------------------------- |
| 13.                                | «Without You»                      | Del Rey, Sacha Skarbek              | Haynie                             | 3:49                               |
| 14.                                | «Lolita»                           | Del Rey, Liam Howe, Hannah Robinson | Haynie                             | 3:40                               |
| 15.                                | «Lucky Ones»                       | Del Rey, Nowels                     | Haynie, Nowels*                    | 3:45                               |
| 60:40                              |                                    |                                     |                                    |                                    |

## Чарти
| Чарт (2012)                     | Найвища позиція |
| ------------------------------- | --------------- |
| Australian Albums Chart         | 1               |
| Austrian Albums Chart           | 1               |
| Belgian Albums Chart (Flanders) | 2               |
| Belgian Albums Chart (Wallonia) | 1               |
| Canadian Albums Chart           | 3               |
| Croatian Albums Chart           | 3               |
| Czech Republic Albums Chart     | 5               |
| Danish Albums Chart             | 2               |
| Dutch Albums Chart              | 2               |
| Finnish Albums Chart            | 5               |
| French Albums Chart             | 1               |
| German Albums Chart             | 1               |
| Greek Albums Chart              | 1               |
| Hungarian Albums Chart          | 23              |
| Irish Albums Chart              | 1               |
| Italian Albums Chart            | 5               |
| New Zealand Albums Chart        | 2               |
| Mexican Albums Chart            | 34              |
| Norwegian Albums Chart          | 2               |
| Polish Albums Chart             | 2               |
| Portuguese Albums Chart         | 2               |
| Russian Albums Chart            | 4               |
| Scottish Albums Chart           | 1               |
| Spanish Albums Chart            | 7               |
| Swedish Albums Chart            | 2               |
| Swiss Albums Chart              | 1               |
| Taiwanese Albums Chart          | 10              |
| UK Albums Chart                 | 1               |
| US Billboard 200                | 2               |

| Чарт (2012)                              | Позиція |
| ---------------------------------------- | ------- |
| Australian Albums Chart                  | 14      |
| Austrian Albums Chart                    | 6       |
| Belgian Albums Chart (Flanders)          | 2       |
| Belgian Albums Chart (Wallonia)          | 8       |
| Belgian Midprice Albums Chart (Flanders) | 14      |
| Dutch Albums Chart                       | 33      |
| French Albums Chart                      | 7       |
| German Albums Chart                      | 4       |
| Italian Albums Chart                     | 37      |
| New Zealand Albums Chart                 | 6       |
| Polish Albums Chart                      | 3       |
| Russian Albums Chart                     | 5       |
| Spanish Albums Chart                     | 29      |
| Swiss Albums Chart                       | 2       |
| UK Albums Chart                          | 4       |
| US Billboard 200 Album Charts            | 70      |
| US Billboard Alternative Albums Chart    | 14      |
| US Billboard Rock Albums Chart           | 21      |

## Сертифікації
| Австралія         | Платина    |            |            |
| Австрія           | Платина    |            |            |
| Бельгія           | Платина    |            |            |
| Данія             | Золото     |            |            |
| Франція           | Платина    |            |            |
| Нова Зеландія     | Золото     |            |            |
| Польща            | Платина    |            |            |
| Португалія        | Золото     |            |            |
| Велика Британія   | Платина    |            |            |
| Швейцарія         | Платина    |            |            |
| Європейський Союз | Платина    |            |            |
| Сертифікації      | >2.000.000 | >2.000.000 | >2.000.000 |